# Pasión según San Mateo

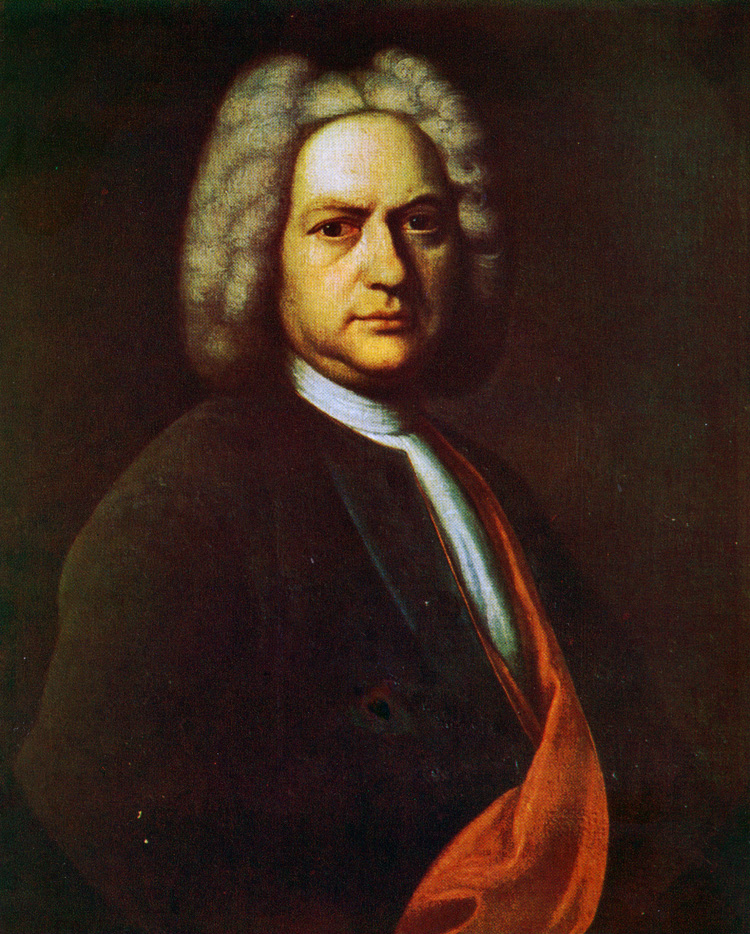
Bach hacia 1720.

La Pasión según San Mateo, BWV 244 (título original en latín: Passio Domini Nostri J. C. Secundum Evangelistam Matthaeum; en alemán: Matthäus-Passion) es una pasión oratórica escrita para voces solistas, doble coro y doble orquesta por Johann Sebastian Bach.
Presenta el sufrimiento y la muerte de Cristo según el evangelio de San Mateo. Con una duración de más de dos horas y media (en algunas interpretaciones incluso más de tres horas), es la obra más extensa del compositor. Es una obra central de la música artística (Hubert Parry la ha definido como el más rico y noble ejemplo de la historia de la música sacra). La Pasión según San Mateo consta de dos grandes partes conformadas por 68 números. El texto del evangelio de San Mateo, capítulos 26 y 27, es cantado literalmente por el escritor del evangelio, Mateo, y las personas de la trama (Cristo, Judas, Pedro, etc.) por los demás solistas. Alrededor del texto bíblico se agrupan coros, corales, recitativos y arias con la intención de interpretar el texto.

## Historia

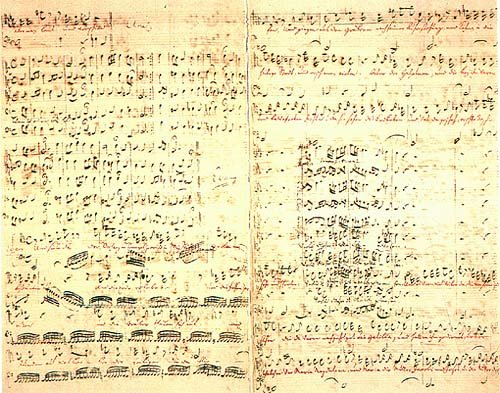
Primera página de la partitura autógrafa.

### Composición
No se sabe con certeza si la Pasión según San Mateo fue compuesta en 1727 o 1729. Aunque se relaciona directamente con la música fúnebre para el príncipe Leopoldo de Anhalt-Cöthen de 1729, se desconoce si la cantata fúnebre sirvió como modelo para la pasión o a la inversa (o si existen otros orígenes anteriores). De cualquier forma, la Pasión según San Mateo fue interpretada el 15 de abril de 1729 (Viernes Santo) en la iglesia de Santo Tomás en Leipzig bajo la dirección del compositor, en una representación para la cual Bach no pudo disponer de los recursos idóneos (en un memorándum al Consejo de la ciudad de Leipzig, se quejó de que únicamente 17 de los 54 miembros del coro hubieran estado a la altura). Ahora bien, en 1975, el musicólogo Joshua Rifkin demostró que el estreno se produjo en 1727.

## Análisis

### Instrumentación
La obra está escrita para dos coros, cada uno formado por un grupo de cuatro voces (soprano, contralto, tenor y bajo) y un grupo de instrumentos (dos flautas, dos oboes, oboe d'amore, cuerdas y bajo continuo). En este sentido se podría hablar de un coro y una orquesta dobles. Además, en los números 1° y 35º aparece una voz extra de sopranos (soprano in ripieno), que comúnmente es cubierta por un coro de niños (en contraposición a las voces femeninas de los dos coros). Sin embargo, esta tradición no corresponde con las intenciones de Bach, puesto que los coros en las iglesias no utilizaban voces femeninas, sino únicamente de niños y de falsetistas y, en este sentido, no distinguían entre las voces de los coros I y II y la de soprano in ripieno (a menos que los dos coros fueran únicamente interpretados por solistas, contrapuestos entonces a los ripienistas).

### Libreto
El texto del libreto está basado, por una parte, en los capítulos 26 y 27 del evangelio de Mateo en la traducción de Martín Lutero y, por otra parte, en poesías del escritor Christian Friedrich Henrici (también conocido como Picander) y en corales luteranos relacionados con la pasión. Es posible leer su texto completo, en su versión original en alemán y su traducción española.

### Personajes
En la Pasión según San Mateo aparecen los siguientes personajes:
- Evangelista – tenor
- Jesús – barítono
- Judas Iscariote – bajo
- Pedro – bajo
- Sumo sacerdote – bajo
- Pilato – bajo
- Dos sirvientas – sopranos
- Dos sacerdotes – bajos
- Esposa de Pilato – soprano
- Dos testigos – contralto y tenor

Además, hay ariosos y arias para las cuatro voces principales de ambos coros (soprano, contralto, tenor, bajo), diferenciadas también según su coro de pertenencia.

### Estructura
La obra se divide en dos grandes partes, entre las cuales tenía lugar el sermón y que corresponden, la primera, con el capítulo 26, y la segunda, con el capítulo 27 del evangelio de San Mateo. Según la tradición de las pasiones oratóricas, el texto bíblico se encuentra musicalizado de forma relativamente sencilla en recitativos, mientras que los ariosos y las arias, largas y contemplativas, presentan nuevos textos poéticos que comentan los diversos eventos de la narración bíblica y dan un carácter más íntimo a la vida de Cristo. El ejemplo más conocido en este sentido es el aria n.º 39, Erbarme dich, mein Gott (Apiádate de mí, Dios mío), una de las más hermosas partes de la obra. Entre los recitativos, ariosos y arias se encuentran también corales intercalados, que permiten la participación activa de la congregación, que conocía las melodías y sus textos, y que igualmente comentan y llevan a la reflexión sobre las principales escenas de la pasión.
La obra desarrolla, además, una fantástica sensación estereofónica mediante su doble coro y orquesta, que dialogan constantemente, principalmente en el coro de entrada y en el coro final, pero también en algunos de los coros intermedios. Este formato doble constituye una gran diferencia frente a la mayor parte de los trabajos interpretados en los servicios religiosos dominicales. Especial interés en este sentido merece el coro de entrada Kommt, ihr Töchter, helft mir klagen, en el que además de los dos coros (y orquestas) que dialogan, aparece una voz de soprano in ripieno que canta el coral O Lamm Gottes, unschuldig en medio de una compleja estructura polifónica y de grandes tensiones armónicas.

#### Primera parte
Abreviaturas empleadas:
- Voces: S Soprano - S rip. Soprano in ripieno - A  Contralto - T Tenor - B Bajo - S,A,T,B Coro mixto a cuatro voces
- Instrumentos: Fl Flauta (travesera) -  Fl dulce  Flauta dulce - Ob Oboe - Ob d'amore Oboe d'amore - Ob da caccia Oboe da caccia - Vl Grupo de violines - Vl solo Violín solista - Va Grupo de violas - Va da gamba Viola da gamba - Cont Bajo continuo

| Parte I                                               | Parte I                                  | Parte I                                  | Parte I  |
| Número                                                | Dotación                                 | Dotación                                 | Dotación |
| ----------------------------------------------------- | ---------------------------------------- | ---------------------------------------- | -------- |
| Número                                                | Coro I                                   | Coro II                                  | Extra    |
| 1. Coro Kommt, ihr Töchter                            | S,A,T,B, 2Fl, 2Ob, 2Vl, Va, Cont         | S,A,T,B, 2Fl, 2Ob, 2Vl, Va, Cont         | S rip.   |
| 2. Recitativo Da Jesus diese Rede vollendet hatte     | Evangelista, Jesús, 2Vl, Va, Cont        | -                                        | -        |
| 3. Coral Herzliebster Jesu, was hast du verbrochen    | S,A,T,B, 2Fl, 2Ob, 2Vl, Va, Cont         | S,A,T,B, 2Fl, 2Ob, 2Vl, Va, Cont         | -        |
| 4a. Recitativo Da versammleten sich die Hohenpriester | Evangelista, Cont                        | -                                        | -        |
| 4b. Coro Ja nicht auf das Fest                        | S,A,T,B, 2Fl, 2Ob, 2Vl, Va, Cont         | S,A,T,B, 2Fl, 2Ob, 2Vl, Va, Cont         | -        |
| 4c. Recitativo Da nun Jesus war zu Bethanien          | Evangelista, Cont                        | -                                        | -        |
| 4d. Coro Wozu dienet dieser Unrat                     | S,A,T,B, 2Fl, 2Ob, 2Vl, Va, Cont         | -                                        | -        |
| 4e. Recitativo Da das Jesus merkete                   | Evangelista, Jesús, 2Vl, Vla, Cont       | -                                        | -        |
| 5. Recitativo Du lieber Heiland du                    | A, 2Fl, Cont                             | -                                        | -        |
| 6. Aria Buß' und Reu                                  | A, 2Fl, Cont                             | -                                        | -        |
| 7. Recitativo Da ging hin der Zwölfen einer           | Evangelista, Judas, Cont                 | -                                        | -        |
| 8. Aria Blute nur, du liebes Herz                     | -                                        | S, 2Fl, 2Vl, Va, Cont                    | -        |
| 9a. Recitativo Aber am ersten Tage                    | Evangelista, Cont                        | -                                        | -        |
| 9b. Coro Wo willst du, dass wir bereiten              | S,A,T,B, 2Fl, 2Ob, 2Vl, Va, Cont         | -                                        | -        |
| 9c. Recitativo Er sprach: Gehet hin in die Stadt      | Evangelista, Jesús, 2Vl, Va, Cont        | -                                        | -        |
| 9d. Coro Herr, bin ich's?                             | S,A,T,B, 2Vl, Va, Cont                   | -                                        | -        |
| 10. Coral Ich bin's, ich sollte büßen                 | S,A,T,B, 2Ob, 2Vl, Va, Cont              | S,A,T,B, 2Ob, 2Vl, Va, Cont              | -        |
| 11. Recitativo Er antwortete und sprach               | Evangelista, Jesús, 2Vl, Va, Cont        | -                                        | -        |
| 12. Recitativo Wiewohl mein Herz in Tränen schwimmt   | S, 2Ob d'amore, Cont                     | -                                        | -        |
| 13. Aria Ich will dir mein Herze schenken             | S, 2Ob d'amore, Cont                     | -                                        | -        |
| 14. Recitativo Und da sie den Lobgesang               | Evangelista, Jesús, 2Vl, Va, Cont        | -                                        | -        |
| 15. Coral Erkenne mich, mein Hüter                    | S,A,T,B, 2Fl, 2Ob, 2Vl, Va, Cont         | S,A,T,B, 2Fl, 2Ob, 2Vl, Va, Cont         | -        |
| 16. Recitativo Petrus aber antwortete                 | Evangelista, Jesús, Pedro, 2Vl, Va, Cont | -                                        | -        |
| 17. Coral Ich will hier bei dir stehen                | S,A,T,B, 2Ob, 2Vl, Va, Cont              | S,A,T,B, 2Ob, 2Vl, Va, Cont              | -        |
| 18. Recitativo Da kam Jesus mit ihnen                 | Evangelista, Jesús, 2Vl, Va, Cont        | -                                        | -        |
| 19. Recitativo con coral O Schmerz!                   | T, 2Fl dulce, 2Ob da caccia, Cont        | S,A,T,B, 2Vl, Va, Cont                   | -        |
| 20. Aria con coro Ich will bei meinem Jesu wachen     | T, Ob, Cont                              | S,A,T,B, 2Fl, 2Vl, Va, Cont              | -        |
| 21. Recitativo Und ging hin ein wenig                 | Evangelista, Jesús, 2Vl, Va, Cont        | -                                        | -        |
| 22. Recitativo Der Heiland fällt                      | -                                        | B, 2Vl, Va, Cont                         | -        |
| 23. Aria Gerne will ich mich bequemen                 | -                                        | B, 2Vl, Cont                             | -        |
| 24. Recitativo Und er kam zu seinen Jüngern           | Evangelista, Jesús, 2Vl, Va, Cont        | -                                        | -        |
| 25. Coral Was mein Gott will                          | S,A,T,B, 2Fl, 2Ob, 2Vl, Va, Cont         | S,A,T,B, 2Fl, 2Ob, 2Vl, Va, Cont         | -        |
| 26. Recitativo Und er kam und fand sie schlafend      | Evangelista, Jesús, Judas, 2Vl, Va, Cont | -                                        | -        |
| 27a. Aria con coro So ist mein Jesus nun gefangen     | S,A, 2Fl, 2Ob, 2Vl, Va                   | S,A,T,B, 2Fl, 2Ob, 2Vl, Va, Cont         | -        |
| 27b. Coro Sind Blitze, sind Donner                    | S,A,T,B, 2Fl, 2Ob, 2Vl, Va, Cont         | S,A,T,B, 2Fl, 2Ob, 2Vl, Va, Cont         | -        |
| 28. Recitativo Und siehe, einer aus denen             | Evangelista, Jesús, 2Vl, Va, Cont        | -                                        | -        |
| 29. Coral O Mensch, bewein dein Sünde groß            | S,A,T,B, 2Fl, 2Ob d'amore, 2Vl, Va, Cont | S,A,T,B, 2Fl, 2Ob d'amore, 2Vl, Va, Cont | S rip.   |

#### Segunda parte
Abreviaturas empleadas:
- Voces: S Soprano - S rip. Soprano in ripieno - A  Contralto - T Tenor - B Bajo - S,A,T,B Coro mixto a cuatro voces
- Instrumentos: Fl Flauta (travesera) -  Fl dulce  Flauta dulce - Ob Oboe - Ob d'amore Oboe d'amore - Ob da caccia Oboe da caccia - Vl Grupo de violines - Vl solo Violín solista - Va Grupo de violas - Va da gamba Viola da gamba - Cont Bajo continuo

| Parte II                                          | Parte II                                     | Parte II                                 |
| Número                                            | Dotación                                     | Dotación                                 |
| ------------------------------------------------- | -------------------------------------------- | ---------------------------------------- |
| Número                                            | Coro I                                       | Coro II                                  |
| 30. Aria con coro Ach, nun ist mein Jesus hin     | A, Fl, Ob d'amore, 2Vl, Va, Cont             | S,A,T,B, 2Vl, Va, Cont                   |
| 31. Recitativo Die aber Jesum gegriffan hatten    | Evangelista, Cont                            | -                                        |
| 32. Coral Mir hat die Welt trüglich gericht't     | S,A,T,B, 2Fl, 2Ob, 2Vl, Va, Cont             | S,A,T,B, 2Fl, 2Ob, 2Vl, Va, Cont         |
| 33. Recitativo Und wiewohl viel falsche Zeugen    | Evangelista, Sacerdote, Cont                 | 2 Testigos, Cont                         |
| 34. Recitativo Mein Jesus schweigt                | -                                            | T, 2Ob, Cont                             |
| 35. Aria Geduld, wenn mich falsche Zungen         | -                                            | T, Va da gamba, Cont                     |
| 36a. Recitativo Und der Hohepriester antwortete   | Evangelista, Jesús, Sacerdote, 2Vl, Va, Cont | -                                        |
| 36b. Coro Er ist des Todes schuldig               | S,A,T,B, 2Fl, 2Ob, 2Vl, Va, Cont             | S,A,T,B, 2Fl, 2Ob, 2Vl, Va, Cont         |
| 36c. Recitativo Da speieten sie aus               | Evangelista, Cont                            | -                                        |
| 36d. Coro Weissage uns, Christe                   | S,A,T,B, 2Fl, 2Ob, 2Vl, Va, Cont             | S,A,T,B, 2Fl, 2Ob, 2Vl, Va, Cont         |
| 37. Coral Wer hat dich so geschlagen              | S,A,T,B, 2Fl, 2Ob, 2Vl, Va, Cont             | S,A,T,B, 2Fl, 2Ob, 2Vl, Va, Cont         |
| 38a. Recitativo Petrus aber saß draußen           | Evangelista, 2 sirvientas, Pedro, Cont       | -                                        |
| 38b. Coro Wahrlich, du bist auch einer            | -                                            | S,A,T,B, 2Fl, 2Ob d'amore, 2Vl, Va, Cont |
| 38c. Recitativo Da hub er an sich zu verfluchen   | Evangelista, Pedro, Cont                     | -                                        |
| 39. Aria Erbarme dich, mein Gott                  | A, Vl solo, 2Vl, Va, Cont                    | -                                        |
| 40. Coral Bin ich gleich von dir gewichen         | S,A,T,B, 2Fl, 2Ob, 2Vl, Va, Cont             | S,A,T,B, 2Fl, 2Ob, 2Vl, Va, Cont         |
| 41a. Recitativo Des Morgens aber hielten alle     | Evangelista, Judas, Cont                     | -                                        |
| 41b. Coro Was gehet uns das an                    | S,A,T,B, 2Fl, 2Ob, 2Vl, Va, Cont             | S,A,T,B, 2Fl, 2Ob, 2Vl, Va, Cont         |
| 41c. Recitativo Und er warf die Silberlinge       | Evangelista, 2 sacerdotes, Cont              | -                                        |
| 42. Aria Gebt mir meinen Jesum wieder             | -                                            | Judas, Vl solo, 2Vl, Va, Cont            |
| 43. Recitativo Sie hielten aber einen Rat         | Evangelista, Jesús, Pilato, 2Vl, Va, Cont    | -                                        |
| 44. Coral Befiehl du deine Wege                   | S,A,T,B, 2Fl, 2Ob, 2Vl, Va, Cont             | S,A,T,B, 2Fl, 2Ob, 2Vl, Va, Cont         |
| 45a. Recitativo Auf das Fest aber                 | Evangelista, Pilato, su esposa, Cont         | -                                        |
| 45b. Coro Barrabam!                               | S,A,T,B, Cont                                | S,A,T,B, Cont                            |
| 45c. Recitativo Pilatus sprach zu ihnen           | Evangelista, Pilato, Cont                    | -                                        |
| 45d. Coro Lass ihn kreuzigen!                     | S,A,T,B, 2Fl, 2Ob, 2Vl, Va, Cont             | S,A,T,B, 2Fl, 2Ob, 2Vl, Va, Cont         |
| 46. Coral Wie wunderbarlich ist doch diese Strafe | S,A,T,B, 2Fl, 2Ob, 2Vl, Va, Cont             | S,A,T,B, 2Fl, 2Ob, 2Vl, Va, Cont         |
| 47. Recitativo Der Landpfleger sagte              | Evangelista, Pilato, Cont                    | -                                        |
| 48. Recitativo Er hat uns allen wohlgetan         | S, 2Ob da caccia, Cont                       | -                                        |
| 49. Aria Aus Liebe will mein Heiland sterben      | S, Fl, 2Ob da caccia                         | -                                        |
| 50a. Recitativo Sie schrieen aber noch mehr       | Evangelista, Cont                            | -                                        |
| 50b. Coro Lass ihn kreuzigen!                     | S,A,T,B, 2Fl, 2Ob, 2Vl, Va, Cont             | S,A,T,B, 2Fl, 2Ob, 2Vl, Va, Cont         |
| 50c. Recitativo Da aber Pilatus sahe              | Evangelista, Pilatus, Cont                   | -                                        |
| 50d. Coro Sein Blut komme über uns                | S,A,T,B, 2Fl, 2Ob, 2Vl, Va, Cont             | S,A,T,B, 2Fl, 2Ob, 2Vl, Va, Cont         |
| 50e. Recitativo Da gab er ihnen Barrabam los      | Evangelista, Cont                            | -                                        |
| 51. Recitativo Erbarm es Gott!                    | -                                            | A, 2Vl, Va, Cont                         |
| 52. Aria Können Tränen meiner Wangen              | -                                            | A, 2Vl, Cont                             |
| 53a. Recitativo Da nahmen die Kriegsknechte       | Evangelista, Cont                            | -                                        |
| 53b. Coro Gegrüßet seist du, Jüdenkönig!          | S,A,T,B, 2Fl, 2Ob, 2Vl, Va, Cont             | S,A,T,B, 2Fl, 2Ob, 2Vl, Va, Cont         |
| 53c. Recitativo Und speieten ihn an               | Evangelista, Cont                            | -                                        |
| 54. Coral O Haupt voll Blut und Wunden            | S,A,T,B, 2Fl, 2Ob, 2Vl, Va, Cont             | S,A,T,B, 2Fl, 2Ob, 2Vl, Va, Cont         |
| 55. Recitativo Und da sie ihn verspottet hatten   | Evangelista, Cont                            | -                                        |
| 56. Recitativo Ja freilich will in uns            | B, 2Fl, Va da gamba, Cont                    | -                                        |
| 57. Aria Komm, süßes Kreuz                        | B, Va da gamba, Cont                         | -                                        |
| 58a. Recitativo Und da sie an die Stätte kamen    | Evangelista, Cont                            | -                                        |
| 58b. Coro Der du den Tempel Gottes zerbrichst     | S,A,T,B, 2Fl, 2Ob, 2Vl, Va, Cont             | S,A,T,B, 2Fl, 2Ob, 2Vl, Va, Cont         |
| 58c. Recitativo Desgleichen auch die Hohepriester | Evangelista, Cont                            | -                                        |
| 58d. Coro Andern hat er geholfen                  | S,A,T,B, 2Fl, 2Ob, 2Vl, Va, Cont             | S,A,T,B, 2Fl, 2Ob, 2Vl, Va, Cont         |
| 58e. Recitativo Desgleichen schmäheten ihn auch   | Evangelista, Cont                            | -                                        |
| 59. Recitativo Ach Golgatha                       | A, 2Ob da caccia, Cont                       | -                                        |
| 60. Aria con coro Sehet, Jesus hat die Hand       | A, 2Ob da caccia, Cont                       | S,A,T,B, 2Ob, 2Vl, Va, Cont              |
| 61a. Recitativo Und von der sechsten Stunde an    | Evangelista, Jesús, Cont                     | -                                        |
| 61b. Coro Der rufet dem Elias                     | S,A,T,B, 2Ob, 2Vl, Va, Cont                  | -                                        |
| 61c. Recitativo Und bald lief einer               | Evangelista, Cont                            | -                                        |
| 61d. Coro Halt! laß sehen                         | -                                            | S,A,T,B, 2Fl, 2Ob, 2Vl, Va, Cont         |
| 62. Coral Wenn ich einmal soll scheiden           | S,A,T,B, 2Fl, 2Ob, 2Vl, Va, Cont             | S,A,T,B, 2Fl, 2Ob, 2Vl, Va, Cont         |
| 63a. Recitativo Und siehe da                      | Evangelista, Cont                            | -                                        |
| 63b. Coro Wahrlich, dieser ist Gottes Sohn        | S,A,T,B, 2Ob, 2Vl, Va, Cont                  | S,A,T,B, 2Ob, 2Vl, Va, Cont              |
| 63c. Recitativo Und es waren viel Weiber da       | Evangelista, Cont                            | -                                        |
| 64. Recitativo Am Abend, da es kühle war          | B, 2Vl, Va, Cont                             | -                                        |
| 65. Aria Mache dich, mein Herze, rein             | B, 2Ob da caccia, 2Vl, Va, Cont              | -                                        |
| 66a. Recitativo Und Joseph nahm den Leib          | Evangelista, Cont                            | -                                        |
| 66b. Coro Herr, wir haben gedacht                 | S,A,T,B, 2Fl, 2Ob, 2Vl, Va, Cont             | S,A,T,B, 2Fl, 2Ob, 2Vl, Va, Cont         |
| 66c. Recitativo Pilatus sprach zu ihnen           | Evangelista, Pilato, Cont                    | -                                        |
| 67. Recitativo Nun ist der Herr zur Ruh gebracht  | S,A,T,B, 2Vl, Va, Cont                       | S,A,T,B, 2Fl, 2Ob, 2Vl, Va, Cont         |
| 68. Coro Wir setzen uns mit Tränen nieder         | S,A,T,B, 2Fl, 2Ob, 2Vl, Va, Cont             | S,A,T,B, 2Fl, 2Ob, 2Vl, Va, Cont         |

## Simbolismo
En la Pasión según San Mateo Bach trabaja con diversos símbolos musicales. Es así que las palabras de Cristo siempre son acompañadas por tonos largos de las cuerdas, que se utilizan como símbolo de lo divino, mientras que los demás caracteres solo son acompañados por el bajo continuo. Únicamente cuando Cristo pronuncia sus últimas palabras, las cuerdas callan: Cristo se ha convertido en hombre.

## Recepción de la obra
La obra no fue muy estimada en su tiempo por su estilo «operístico», que fue rechazado en su mayoría por los representantes del pietismo dentro de la burguesía de Leipzig. Bach revisó algunas de las partes de la obra varias veces, la última de ellas en 1736, en donde incluyó un grupo de continuo con órgano para cada uno de los dos coros.
Tras la muerte de Bach, la obra cayó en el olvido (como, en general, toda la obra del compositor) y no fue hasta 1829 cuando el compositor y director Felix Mendelssohn volvió a interpretarla con la Sing-Akademie de Berlín en una versión abreviada. La reinterpretación de esta obra dio inicio a un fuerte interés por el estudio y el análisis de las obras de Bach, particularmente las de gran escala, que ha persistido hasta nuestros días. Tras el redescubrimiento de la obra en 1829 por parte de Mendelssohn, Adolf Bernhard Marx, íntimo amigo por aquella época del compositor, persuadió al editor musical Adolf Martin Schlesinger de emprender la publicación de esa obra, haciendo la obra maestra de Bach accesible para los académicos por primera vez. Hasta el siglo XX, era común que las fiestas del luteranismo usaran la Pasión de Bach durante los servicios religiosos en la celebración del Viernes Santo.
Existen actualmente muchas y muy diversas interpretaciones de esta obra maestra (Wilhelm Furtwängler, Karl Richter, Otto Klemperer, Herbert von Karajan, Nikolaus Harnoncourt, Gustav Leonhardt, Frans Brüggen, Ton Koopman, John Eliot Gardiner, Hermann Max, Paul McCreesh, Peter Dijkstra, entre otros), que muestran el amplio espectro de posibilidades de interpretación de esta pasión.